# 逃亡奴隷法
逃亡奴隷法（とうぼうどれいほう、英: Fugitive slave laws）は、1793年と1850年にアメリカ合衆国議会で成立した複数の法律であり、1つの州から他の州へあるいは公有の領土へ逃亡した奴隷の返還を規定するものである。

## 植民地時代
1643年のニューイングランド連邦における連邦規約には、逃亡奴隷の返還に関する規定を定めた節があった。これは逃亡奴隷の返還について植民地に跨る規定の唯一の例であったと考えられる。1つの植民地から他の植民地へ奴隷が逃亡することは度々あったが、逃亡奴隷の返還について均一な方法を規定する必要があると考えるようになったのは、反奴隷制感情が大きくなり西部の領土を獲得してからのことだった。1787年北西部条例第6条では「北西部領土に逃亡してきた者について、元の州のある者からその者の労働あるいは役務を合法的に権利主張される場合、その逃亡者は合法的に返還要求されているものとし、前述の労働あるいは役務を権利主張する者に送還される」としている。
連邦政府が設立されたときも自由州と奴隷州の間の同様な妥協的方法が継続した。アメリカ合衆国憲法第4条第2節第3項逃亡奴隷条項には、「何人も、一州においてその法律の下に服役又は労働に従う義務のある者は、他州に逃亡することによって、その州の法律又は規則により、右の服役又は労働から解放されることはなく、右の服役又は労働に対し権利を有する当事者の請求に応じて引き渡されなければならない。」とされている。

## 1793年法
この主題に関する最初の具体的法律は1793年2月12日に法制化され、北西部条例やアメリカ合衆国憲法第4条と同様、奴隷という言葉を含んでいない。その規定によって連邦の地区あるいは巡回判事、または州判事は逃亡者とされる者の処遇を最終的に陪審裁判なしで決定できる権限があった。
この規定は間もなく北部州の強い反対に合うようになり、この法の執行にあたる役人を妨げるための「個人的自由法」が成立した。1824年のインディアナ州と1828年のコネチカット州では、逃亡者が自分に不利な判決を言い渡された場合に上訴できる陪審制裁判を規定した。1840年のニューヨーク州とバーモント州は逃亡者に対する陪審制裁判を受ける権利を拡張し、逃亡者には弁護士を付けることとした。19世紀の最初の10年間には既に、1793年法に不満を抱く個人がアメリカ合衆国南部からカナダあるいはニューイングランドに逃亡するアフリカ系アメリカ人に対して組織的な援助を行う、いわゆる地下鉄道 (秘密結社)の形態をとり始めていた。
1842年、「プリッグ対ペンシルベニア州事件」におけるアメリカ合衆国最高裁判所判決は、州当局は逃亡奴隷の事件について法を強制できるのではなく、連邦政府当局が連邦法を実行しなければならないとしており、その後マサチューセッツ州（1843年）、バーモント州（1843年）、ペンシルベニア州（1847年）およびロードアイランド州（1848年）が州役人の逃亡奴隷法執行を禁止し、逃亡奴隷のために州刑務所を使用することを拒絶した。

## 1850年法
南部州からより実効ある法律を要求する声が上がり、バージニア州選出のアメリカ合衆国上院議員でアメリカ合衆国憲法制定に関わったジョージ・メイソンの孫であるジェイムズ・マレー・メイソンが起草した2つ目の逃亡奴隷法が1850年協定の一部として1850年9月18日に法制化された。この法の執行については特別のコミッショナーが連邦の巡回裁判所、地区裁判所、および準州の下級裁判所と共に競合管轄権を持ち、逃亡者は自分のために証言を許されず、陪審裁判も無かった。
法の執行を拒んだ保安官、逃亡者に逃げられた保安官、および黒人の逃亡を幇助した個人は処罰された。保安官は民警団を招集できた。原告勝訴としたコミッショナーには10ドル（2023年換算で366ドル)が支払われ、逃亡者勝訴とした場合には5ドル（2023年換算で183ドル)だった。この差は、もし原告勝訴なら被告を実際に南部に送還するためコミッショナーに追加の事務作業が発生するからだと説明された。逃亡の事実認定と逃亡者の同定は一方の証言だけで（ex parteに）決定された。奴隷が主人に返還された場合、奴隷を連れてきた者には奴隷1人あたり10ドル（2023年換算で366ドル)が支払われた。
この法律は厳しさ故に大規模に悪用され本来の目的を却って果たせなかった。奴隷制度廃止運動家が増え、逃亡者支援組織はより効率的となり、バーモント州（1850年）、コネチカット州（1854年）、ロードアイランド州（1854年）、マサチューセッツ州（1855年）、ミシガン州（1855年）、メイン州（1855年と1857年）およびウィスコンシン州（1858年）では新たな人身保護法が制定された。これらは司法官や判事が請求を認定することを禁じ、人身保護令状法を拡張しつつ逃亡者に陪審裁判権を認め、偽証を厳しく罰した。1854年、ウィスコンシン州最高裁判所は逃亡奴隷法を違憲と宣告するに至った。
サウスカロライナ州が後にアメリカ合衆国から脱退した際は、これらの州法に対する不満が理由の一つとされた。1850年法を実効あるものとする試みは多くの苦難を伴った。1851年ボストンにおけるトーマス・シムズおよびシャドラック・ミンキンスの逮捕、同年ニューヨーク州シラキュースにおけるジェリー・M・ヘンリーの逮捕、1854年ボストンにおけるアンソニー・バーンズの逮捕、1856年シンシナティにおけるガーナー家の2人の逮捕など、1850年逃亡奴隷法のもとで起こった多くの事件は、各州における奴隷制を巡る論争と恐らく同程度に、南北戦争を招く大きな要因になった。

## 南北戦争時代の逃亡奴隷法の位置づけ
南北戦争開戦とともに、奴隷の法的地位は所有者に応じて変化した。1861年5月、ベンジャミン・フランクリン・バトラーは黒人奴隷は戦時禁制品であると宣言した。1861年8月、1861年押収法(en)が成立し、アメリカ合衆国政府に対する反乱を支援・奨励するような如何なる役務からも奴隷は解放された。
1862年3月13日、奴隷返還禁止法(en)が成立し、北軍占領地域における叛乱側所有者の奴隷は即時(ipso facto)に解放されることとなった。しかしながら境界州で合衆国政府に忠実な所有者から逃亡した奴隷については逃亡奴隷法が依然有効とされ、この状態は1864年6月28日に1850年逃亡奴隷法が完全に撤廃されるまで続いた。